# Kunín
Pour les articles homonymes, voir Kunin (homonymie).
Kunín (jusqu'en 1949 : Kunvald ; en allemand : Kunewald) est une commune du district de Nový Jičín, dans la région de Moravie-Silésie, en République tchèque. Sa population s'élevait à 1 849 habitants en 2021.

## Géographie
Kunín se trouve à 5 km au nord-nord-ouest de Nový Jičín, à 29 km au sud-ouest d'Ostrava et à 260 km à l'est-sud-est de Prague.
La commune est limitée par Hladké Životice au nord, par Bartošovice à l'est, par Šenov u Nového Jičína au sud, et par Bernartice nad Odrou et Suchdol nad Odrou à l'ouest.

## Histoire
La première mention écrite de la localité date de 1382.

## Patrimoine
- Église de l'Exaltation de la Sainte-Croix.

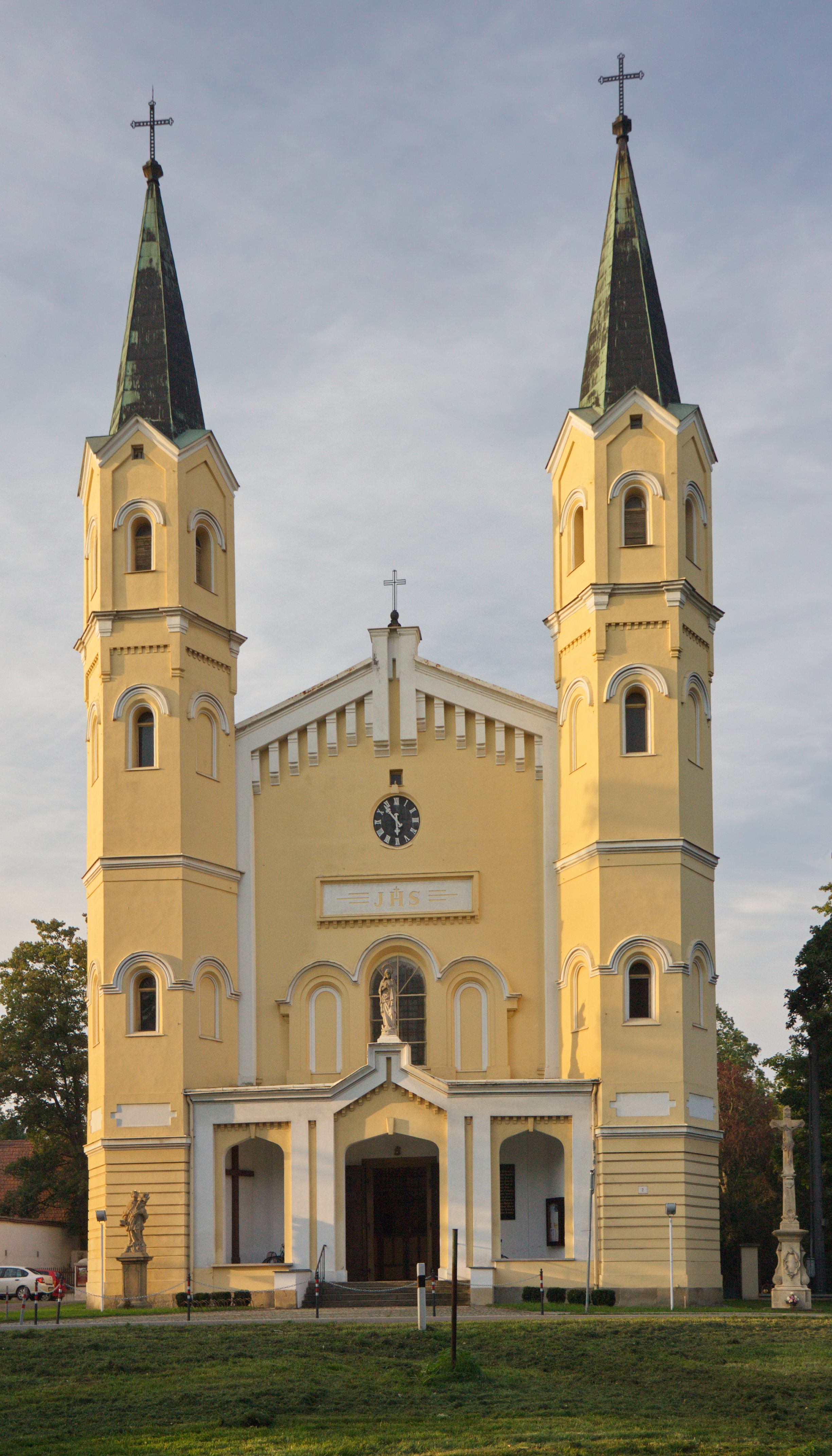
Église de l'Exaltation de la Sainte-Croix.

- Château de Kunín.

## Transports
Par la route, Kunín se trouve à 7 km de Nový Jičín, à 40 km d'Ostrava et à 322 km de Prague.